# Евгений Еков
Евгений Пенков Еков е български историк, политик и дипломат

## Биография
Евгений Пенков Еков е роден на 15 март 1961 година в град Плевен. Произхожда от семейство което емигрира от Вардарска Македония в 1923 година. В 1986 година завършва специалност „История“ във Великотърновския университет „Св. св. Кирил и Методий“ като защитава дипломен труд на тема свързана с историята на българското национално-освободително движение в Македония. След свръшването на високото образование, от 1986 до 1989 година работи като учител по история в основно училище в Плевен. В 1987 година се включва в дейността на Културно-просветния клуб „Илинден“ в Плевен. Чрез свой състудент се запознава отблизо и с дейността на КПК „Гоце Делчев“ в София. Към края на 1988 година е кандидат за секретар на клуба и като такъв попада в полезрението на Държавна сигурност. Във февруари 1989 година е избран за секретар на клуба, а в юни 1989 година е вербуван като агент на тайната служба по линия „промакедонски национализъм“.
От 1990 до 1997 година е член на Съюзния съвет и на Изпълнителния комитет на ВМРО-СМД, от 1990 до 1995 година е отговорен секретар на ВМРО-СМД, а от 1995 до 1997 година е съпредседател на ВМРО-СМД. Депутат е от Кюстендил в 37 ОНС (Парламентарна група на СДС). От 1994 до 1997 година е член на Комисията по национална сигурност и на Групата за приятелство с Македония. От 1990 до 1997 година е член на редакционната колегия на вестник „Македония“. От 1990 до 2001 година е член на Управителния съвет на Македонския научен институт. През 1997 – 1998 година е началник на отдел „Връзки с обществеността“ в Министерство на отбраната. През 1999 година е заменик началник на управление „Координация и анализ“ в Министерство на външните работи. През 2000 – 2001 година е началник на отдел „Анализи и прогнози“ в МВнР. От 2001 до 2005 година е извънреден и пълномощен посланик на България в Молдова. В периода 2005 – 2006 година е началник на сектор в дирекция „Европа-III“ на МВнР. През 2006 – 2009 година е редактор в отдел „Анализи“ на вестник „Монитор“ и на вестник „Политика“. От 2014 година е главен експерт в дирекция „Централен държавен архив“ при Държавна агенция „Архиви“. Автор е на статии, анализи, коментари и интервюта по етническите проблеми, въпроси на външната политика на България, националната и регионалната сигурност.